# Kombinat Zucker
Das VE Kombinat Zucker Halle war ein Kombinat in der Deutschen Demokratischen Republik.
Die Betriebe des Kombinats betätigten sich in der Zuckerproduktion sowie der Forschung und der Fertigung von Rationalisierungsmitteln für die Branche. Das Kombinat entstand 1984 und war einer der Nachfolger der VVB Zucker- und Stärkeindustrie Halle, die zeitgleich aufgelöst wurde. Die Betriebe der VVB wurden auf die neugeschaffenen VE Kombinat Zucker Halle und VE Kombinat Stärke und Kartoffelveredelung Halle aufgeteilt.
Das Kombinat unterstand dem Ministerium für Land-, Forst- und Nahrungsgüterwirtschaft. Weitere zentral geleitete Kombinate im Zuständigkeitsbereich dieses Ministeriums sind in der Liste von Kombinaten der DDR aufgeführt.

## Entwicklung ab 1990
Im Zuge der Wende und der anschließenden Wiedervereinigung wurde das Kombinat 1990 aufgelöst. Als Nachfolger wurde zum 1. Juli 1990 die Deutsche Ostzucker AG in Halle gegründet, die zum Jahresende desselben Jahres infolge ihrer Insolvenz aufgelöst wurde. Die privatisierte Aktiengesellschaft hatte nach ihrer Auflösung keine Rechtsnachfolger, diverse einzelne Betriebe wurden jedoch durch andere Konzerne aufgekauft (hauptsächlich Nordzucker, Südzucker und Pfeifer & Langen). Der Hauptanteil der Betriebe wurde jedoch geschlossen. 
Mit Stand von 2025 befanden sich noch an den Standorten Klein Wanzleben (Nordzucker), Zeitz (Südzucker), Könnern (Pfeifer & Langen) und Anklam (Cosun) zuckererzeugende Betriebe. Der Betrieb in Könnern stellt den größten Standort von Pfeifer & Langen in Deutschland dar. Von sechs Betrieben mit insgesamt 13 Produktionsstandorten, die von Südzucker übernommen wurden, war mit dem Zeitzer Standort demnach nur noch ein Betrieb operativ tätig. Die Produktionskapazität dieses Betriebes lag im Jahr 2023 nach Darstellung des Unternehmens allerdings beim Doppelten des Produktionsvolumens aller 13 übernommenen Fabriken im Jahr 1990.

## Zugehörige Betriebe
Zum Kombinat gehörten zuletzt die folgenden Betriebe: 
- VEB Institut für Forschung und Rationalisierung der Zuckerindustrie Halle
- VEB Rationalisierungsmittelbau der Zuckerindustrie Halberstadt
- VEB Zuckerfabrik „Altmark“ Haldensleben
- VEB Zuckerfabrik „Börde“ Kleinwanzleben
- VEB Zuckerfabrik Brottewitz
- VEB Zuckerfabrik Delitzsch
- VEB Zuckerfabrik Elsnigk
- VEB Zuckerfabrik „F.C. Achard“ Genthin
- VEB Zuckerfabrik „Fortschritt“ Zeitz
- VEB Zuckerfabrik „Fritz Reuter“ Anklam
- VEB Zuckerfabrik „Klaus Störtebeker“ Stralsund
- VEB Zuckerfabrik Langenbogen
- VEB Zuckerfabrik Löbau
- VEB Zuckerfabrik Nauen
- VEB Zuckerfabrik „Nordkristall“ Güstrow
- VEB Zuckerfabrik Salzwedel
- VEB Zuckerfabrik Straußfurt
- VEB Zuckerfabrik Thöringswerder
- VEB Zuckerfabrik „Unstrut-Helme“ Artern
- VEB Zuckerfabrik Walschleben
- VEB Zuckerfabrik Wismar
- VEB Zuckerraffinerie „Vorwärts“ Halle